# لوری ویرتانن
لوری ویرتانن (انگلیسی: Lauri Virtanen؛ ۳ اوت ۱۹۰۴ – ۸ فوریه ۱۹۸۲ (aged 77)) ورزشکار دو و میدانی اهل فنلاند بود.